# جبانة القباري
جبانة القباري هي الجبانة الغربية للإسكندرية القديمة وهي واحدة من أكبر مدن الموتى في العالم وتعتبر موقع في غاية الأهمية للحفاظ على التراث الثقافي. تقع الجبانة بجوار البحر في مواجهة بوابة 27 لميناء الإسكندرية وتعرف المنطقة الآن باسم «كوم الملح». هي مقابر جماعية للموتى من الطبقات الوسطى للأجيال الأولى من السكندريين (3 قبل الميلاد). وجد علماء الآثار حتى الآن صالات طعام جنائزية على بعد 20 بوصة تحت سطح التربة، وعلى عمق 33 قدم تم اكتشاف قبور ضخمة من سبع طوابق.

## الاكتشاف
تم اكتشاف الجبانة بالصدفة في يونيو 1997 أثناء بناء كوبري القباري في المنطقة الغربية بالإسكندرية. عمل فريق علماء الآثار من مركز الدراسات السكندرية بقيادة جان إيف أمبرير باستكشاف الموقع من 1997 حتى عام 2000  ولاحقا تم إصدار كتاب من جزئين (جبانة القباري 1 وجبانة القباري 2) نشرها المعهد الفرنسي للآثار الشرقية. الجزء الأول يغطي الاكتشافات في عام 1997 مع تفاصيل عن عمارة المقابر والتحف الأخرى التي تم اكتشافها والجزء الثاني يغطي باقي مراحل الاكتشاف. جدير بالذكر أن الجزئين موجودين في مكتبة مركز الدراسات السكندرية الواقعة في 50 شارع سليمان يسري بجوار استاد الإسكندرية القديم في منطقة محرم بك.
اكتشفت فيها مقبرة أثرية عام 2015، عمرها 2300 عاماً، وهي جزء من الجبانة الغربية للإسكندرية القديمة، وتعود إلى العصرين اليوناني والروماني، كما تم اكتشاف 127 قطعة أثرية بها عبارة عن أوانٍ فخارية وزجاجية.

## التحف
كانت الجبانة واحدة من المعالم السياحية على خط سير المسافرين في القرون الماضية، فهي تحتوي على العديد من اللوكولوس (تجويف محاريب الدفن في الجدران) مغلقة ببلاط من الحجر الجيري ومحكمة باللصق، وكان يعاد فتحها في وقت لاحق حيث توضع جثة أخرى بجانب الأولى؛ وقد تحتوى اللوكولوس الواحدة على عشرة هياكل عظمية. تم تغطية بعض اللوكولوس برسوم زخارف معمارية مع بعض الأرقام أو الأسماء أو كلمات التشجيع للموتى في رحلتهم الطويلة «ديونيسيا، كنت امرأة تستحق، الوداع». وفي الجزء الخلفي من بعض اللوكولوس هناك ممر حفره لصوص القبور في القرون السابقة. تم العثور على تحف أخرى أثناء الحفريات مثل المصابيح، أمفورة(جرار خزفية)، والسيراميك المزخرف.